# 服部黎子
服部 黎子（はっとり れいこ、旧姓：渋沢、1933年〈昭和8年〉7月2日 - ）は、日本の微生物学者。曽祖父は渋沢栄一、祖父は渋沢篤二、父は渋沢敬三。兄に渋沢家当主の渋沢雅英と渋沢紀美（夭折）。夫の服部勉も生物学者である。

## 来歴
1933年7月2日、渋沢栄一の嫡孫の子爵・渋沢敬三と妻・登喜子の次女として東京で誕生する。余談であるが登喜子の父（母方の祖父）は京都府知事木内重四郎。登喜子の祖父は実業家岩崎弥太郎。生来控え目な性格で父の敬三に深い愛情を注がれて育ったという。敬三の溺愛ぶりはかなりのものであったらしく、双葉女学院卒業後の東北大学受験の時は父の敬三が同伴するほどであったという。東北大学在学中に夫の服部勉と出会いその後結婚。結婚後は夫婦で生物の研究を行っているという。

## 親族

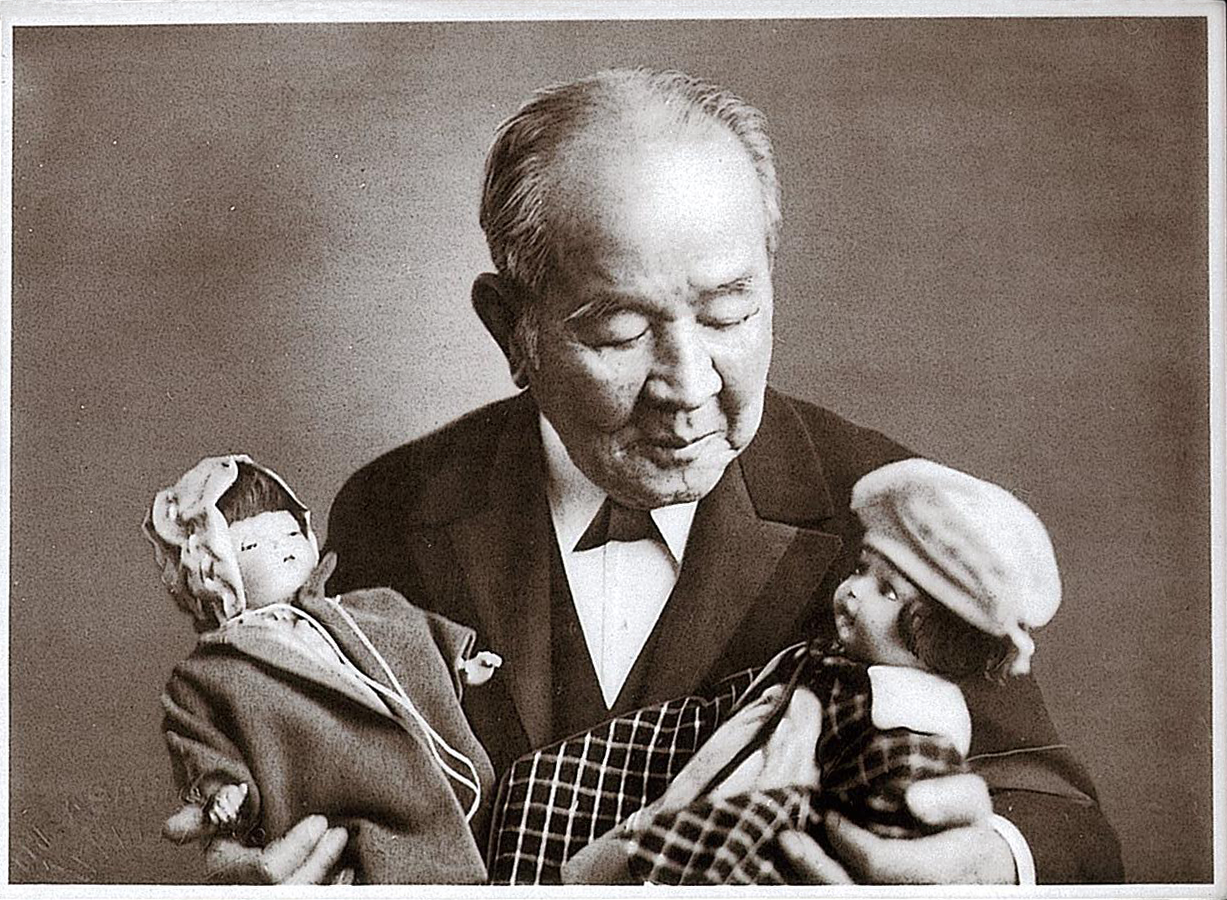
曾祖父の渋沢栄一。

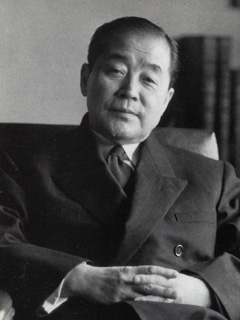
父の渋沢敬三。

- 渋沢雅英　(兄)
- 渋沢田鶴子(姪)
- 澁澤健
- 穂積重遠
- 渋沢信雄　(叔父)
- 渋沢智雄　(叔父)
- 渋沢秀雄
- 阪谷希一
- 穂積重行
- 阪谷芳直
- 木内孝胤